# Dravida Kazhagam
Dravida Kazhagam ("Dravidiska federationen") var ett tamilnationalistiskt politiskt parti, som grundades i södra Indien av Periyar E.V. Ramaswamy (EVR) före självständigheten från britterna, och som eftersträvade en separat tamilsk stat i södra Indien. Partiet ställde, såvitt är bekant, aldrig upp i något val till Lok Sabha. Partiet fick med tiden alltmer konkurrens, särskilt från utbrytarpartiet DMK, och tappade politisk kraft av det 1963 införda förbudet av partier som krävde självständighet från Indien ("separatism").